# Collins Street
Collins Street is een straat in Melbourne, Australië. De straat is een van de vijf hoofdstraten in het Hoddle Grid die van oost naar west door het zakendistrict van Melbourne lopen. De straat loopt van Spring Street naar Batman's Hill Drive. Bij Spring Street gaat Collins Street over in Macarthur Street. De straat is vernoemd naar David Collins.

## Overzicht
Collins Street is een zeer bekende straat door een prestigieus verleden en de aanwezigheid van allerlei gebouwen uit het victoriaanse tijdperk. In een boek over de straat van Judith Buckrich wordt Collins Street "Australia's Premier Street" genoemd.
Aan Collins Street bevinden zich onder andere het Melbourne Athenaeum, het Regent Theatre en de Rialto Towers met voorheen een observatiedek. Op de hoek met Swanston Street bevindt zich Larry La Trobe, een klein bronzen standbeeld van een hond. Op deze hoek staat ook het Manchester Unity Building. Ook bevindt de Melbourne Town Hall zich op de hoek met Swanston Street. Aan Collins Street bevinden zich ook verscheidene kerken in Victoriaanse bouwstijl, zoals de Collins Street Baptist Church, Scots' Church en St Michael's Uniting Church.
In het gedeelte tussen de kruispunten met Elizabeth Street en King Street bevinden zich veel banken en verzekeringsmaatschappijen. De Reserve Bank of Australia heeft op Collins Street het hoofdkantoor voor de deelstaat Victoria. In het winkelgedeelte van de straat bevinden zich veel luxe merkwinkels. Enkele winkelcentra aan Collins Street zijn Block Arcade, Australia on Collins en Collins Place.
De gebouwen op 120 Collins Street en 101 Collins Street staan op respectievelijk de tweede en derde plaats in de lijst met hoogste gebouwen in Melbourne.

## Foto's

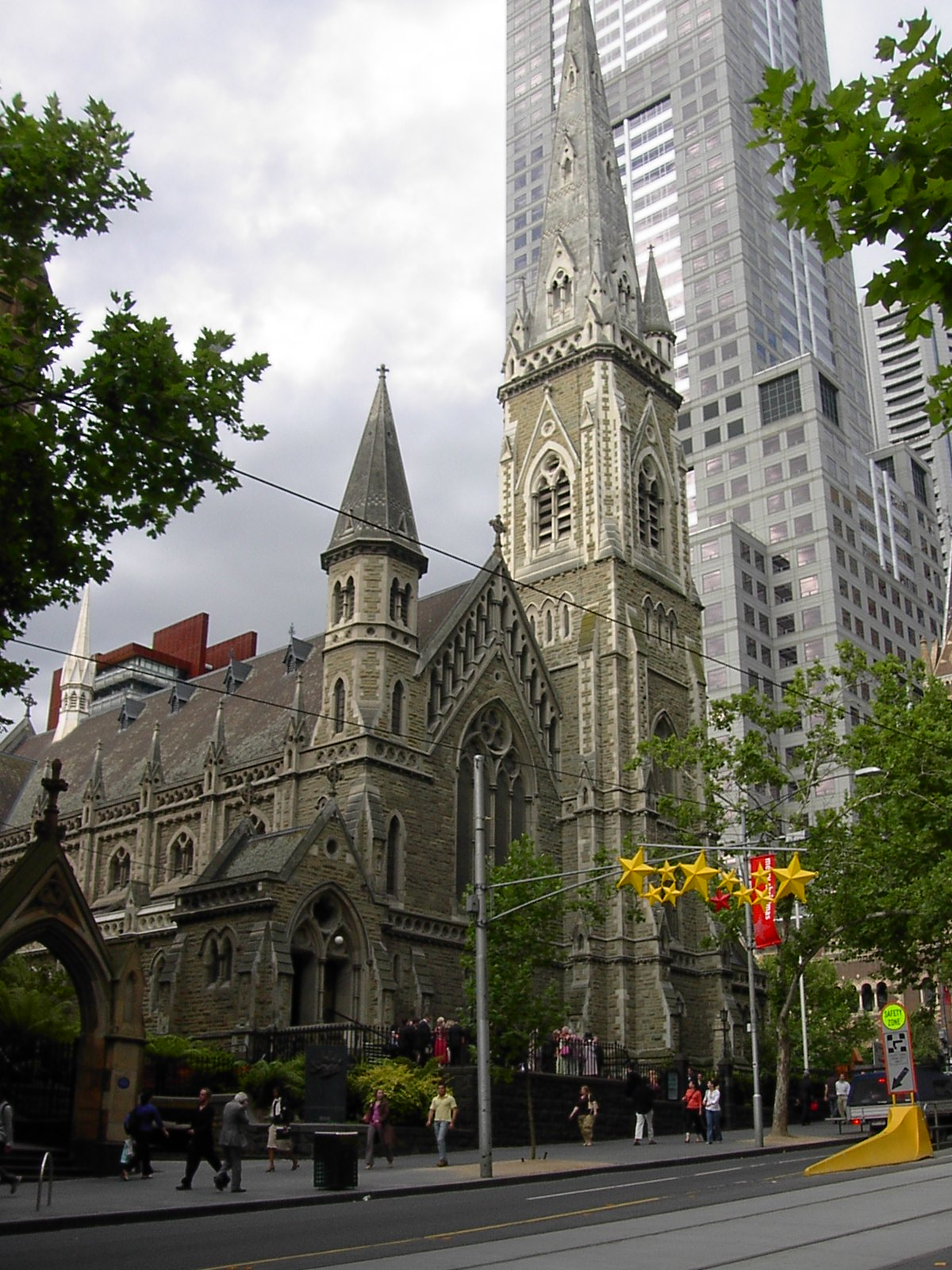
Scots' Church.
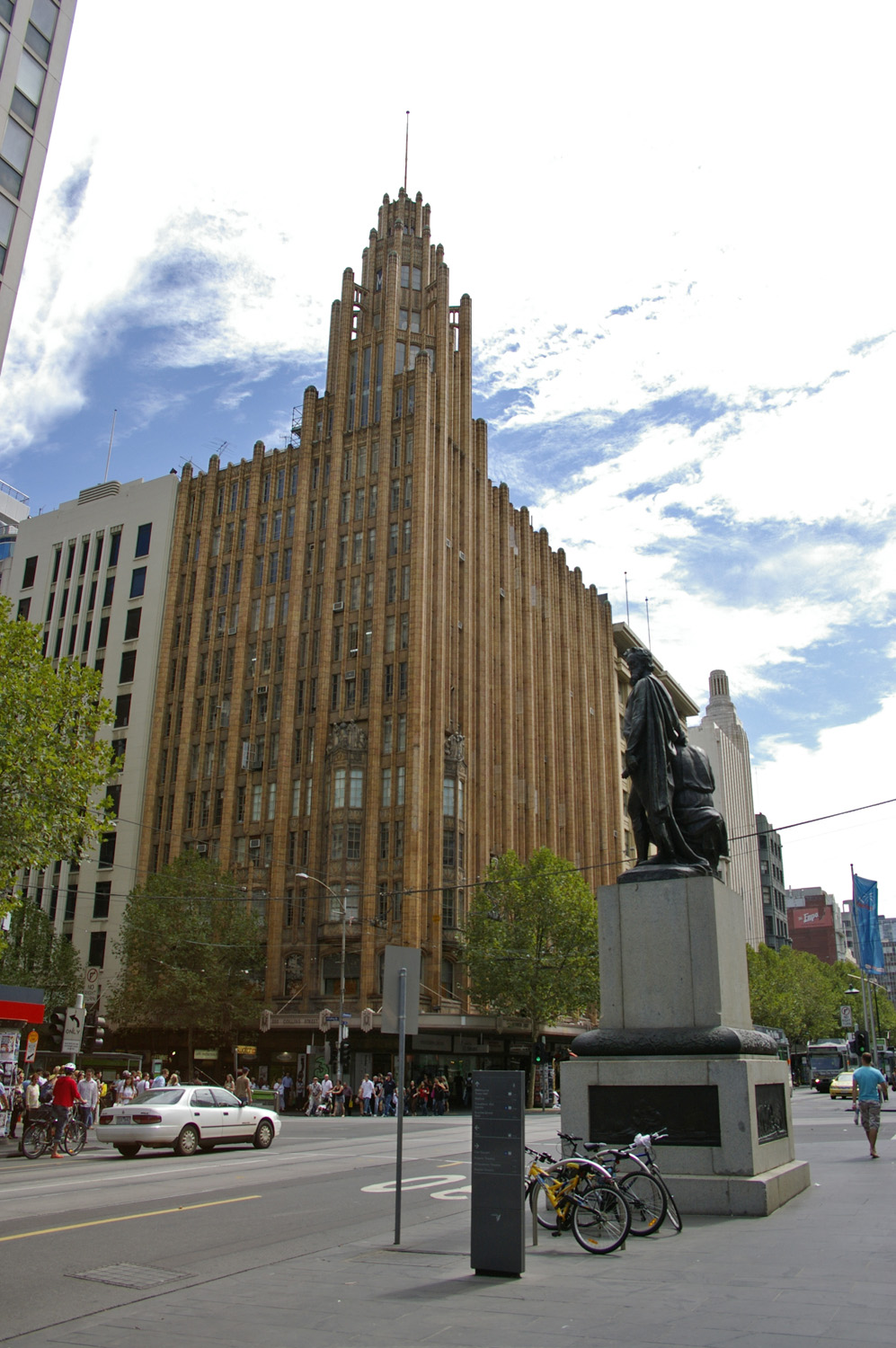
Manchester Unity Building.
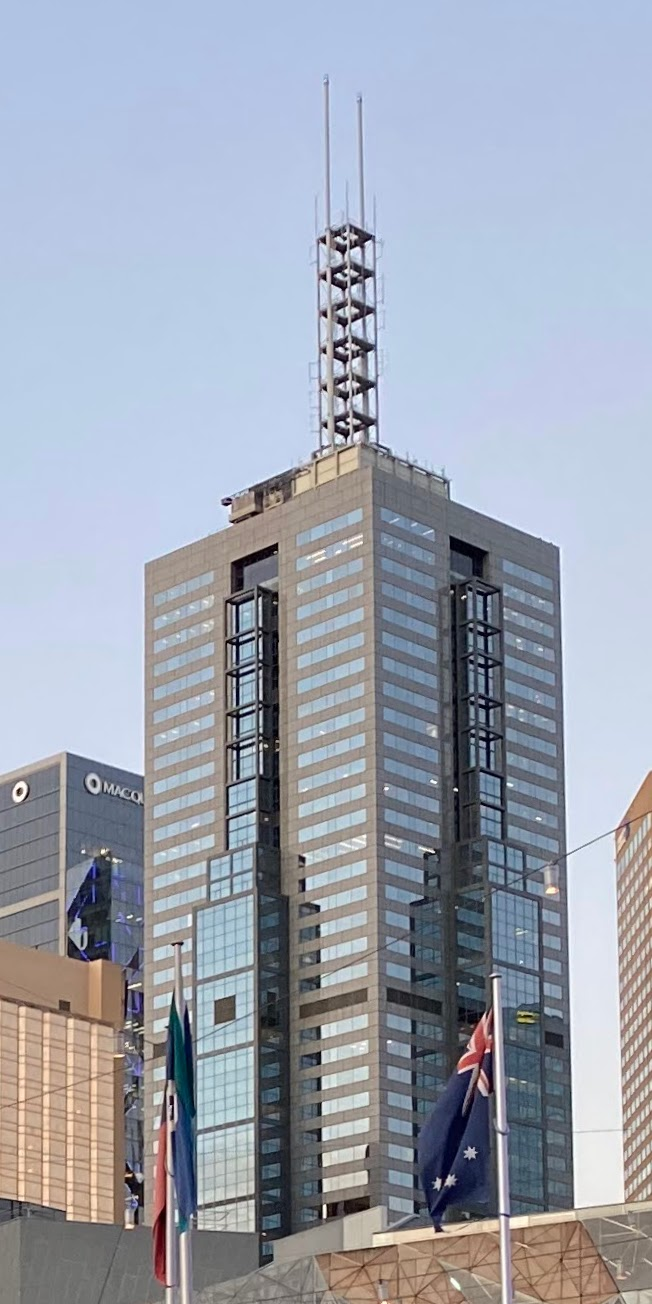
101 Collins Street.
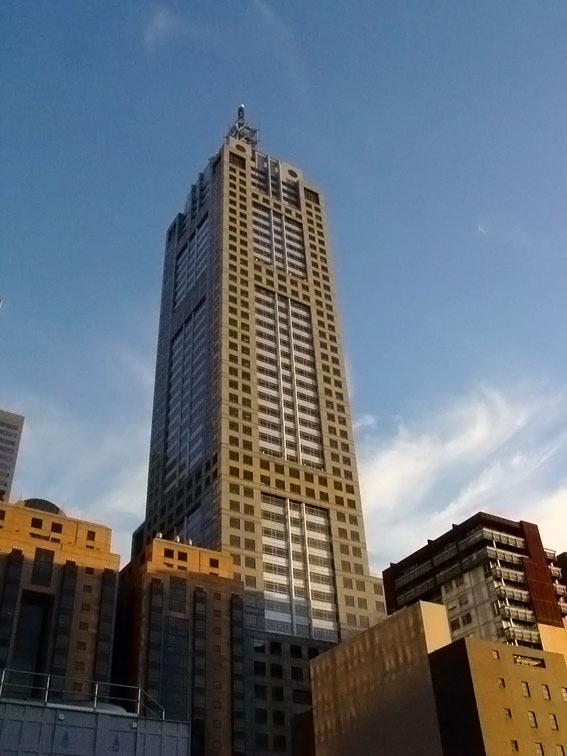
120 Collins Street.
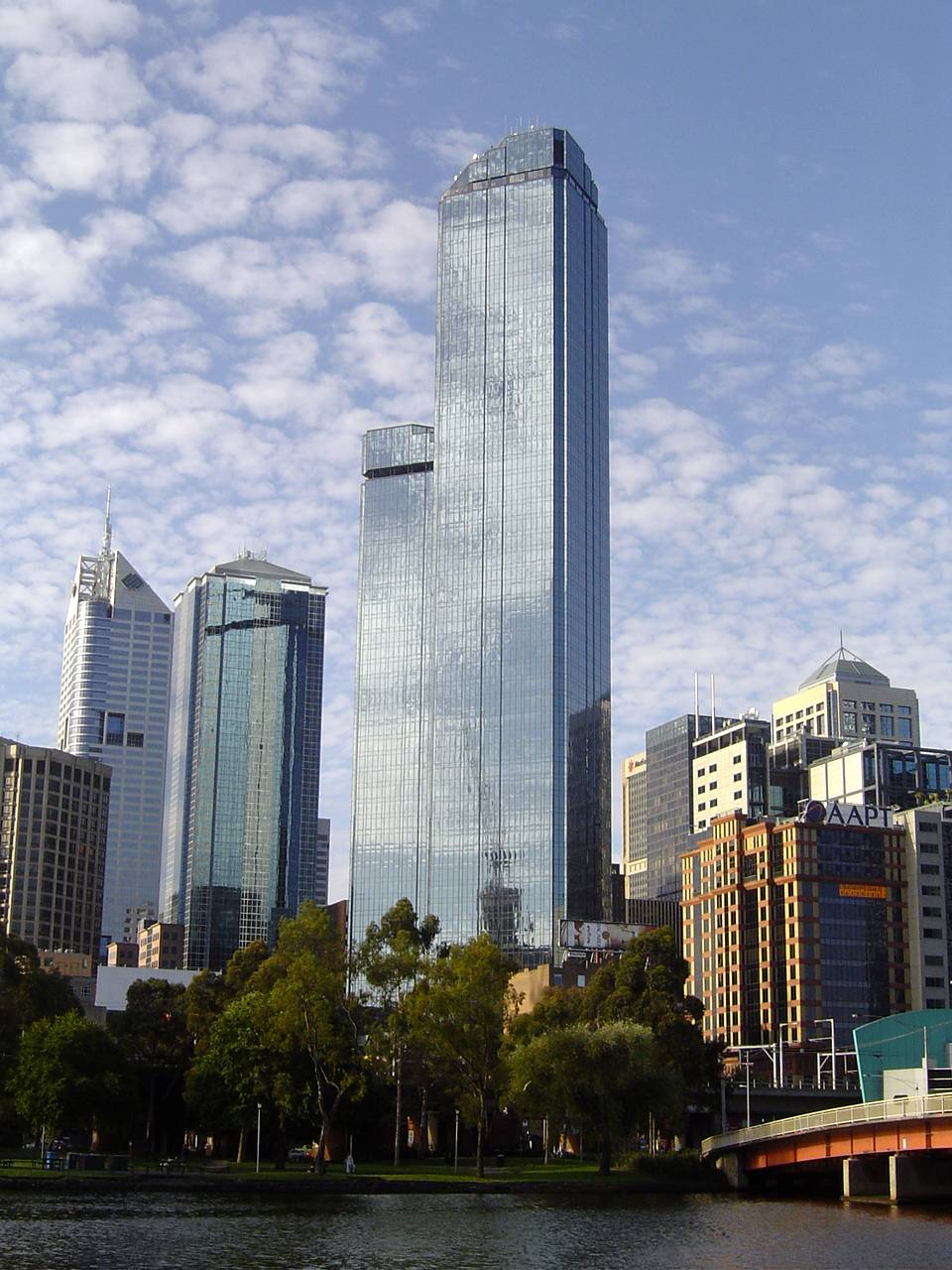
Rialto Towers.
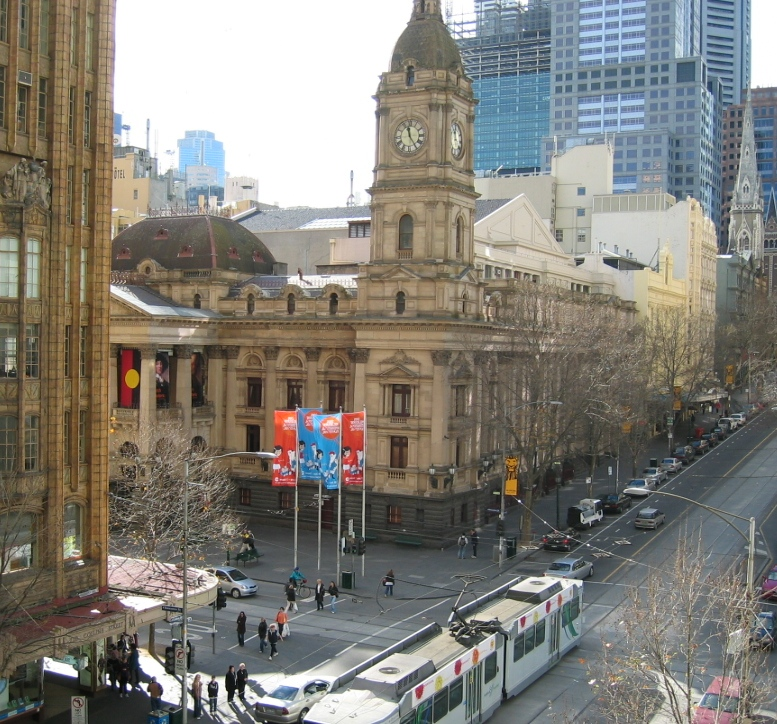
Melbourne Town Hall.
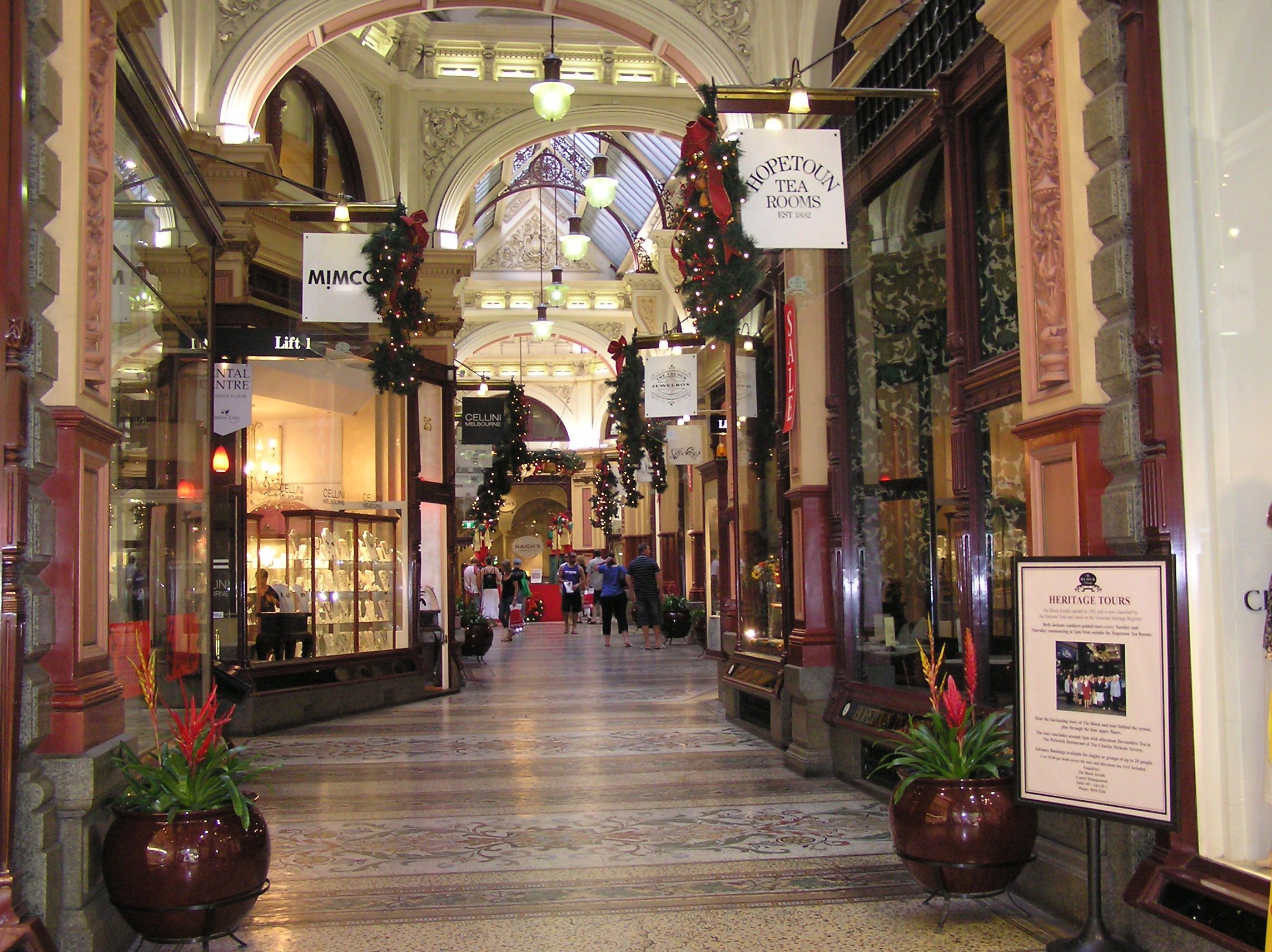
Block Arcade.
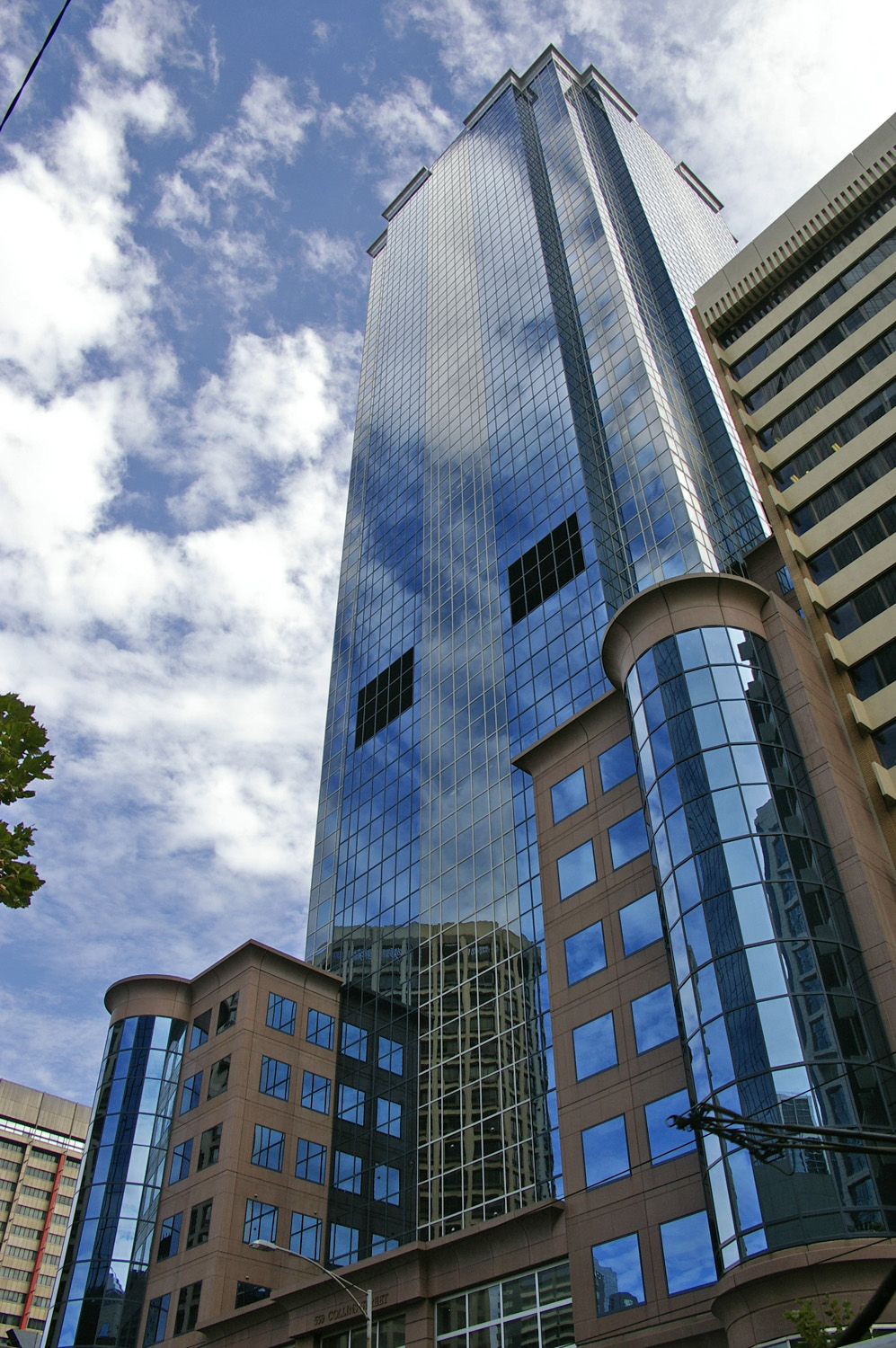
530 Collins Street.
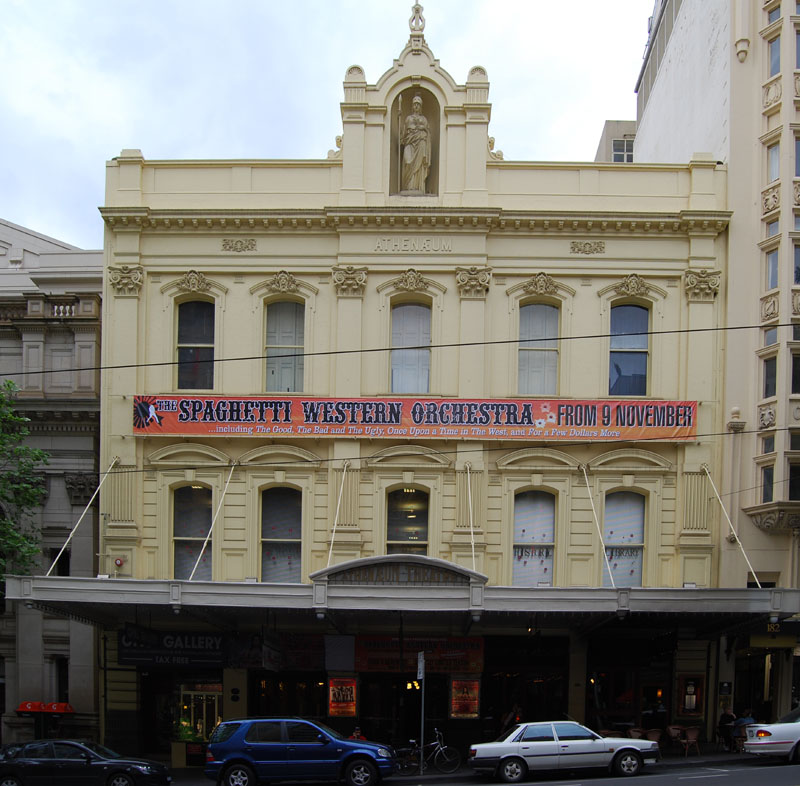
Melbourne Athenaeum.
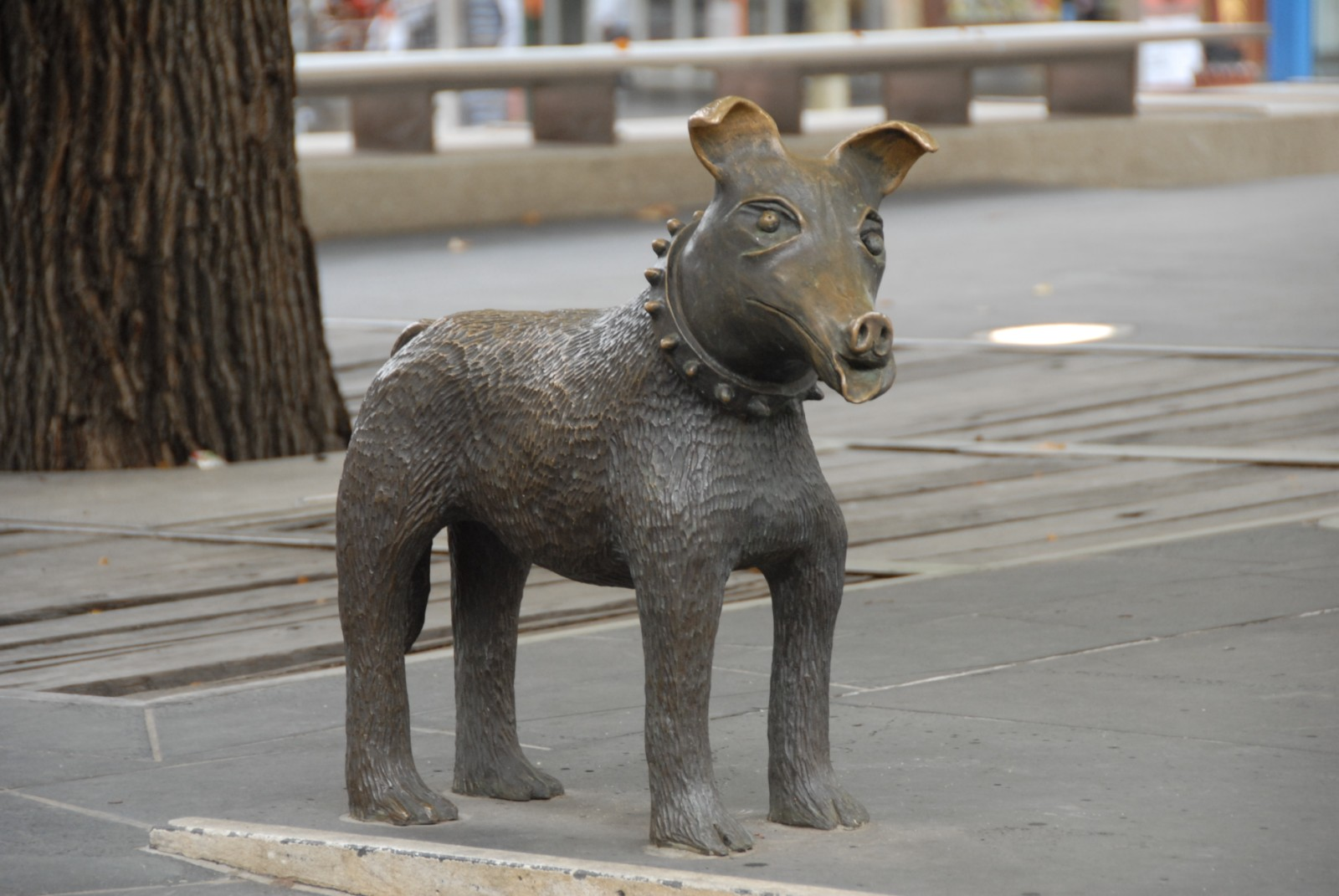
Larry La Trobe.
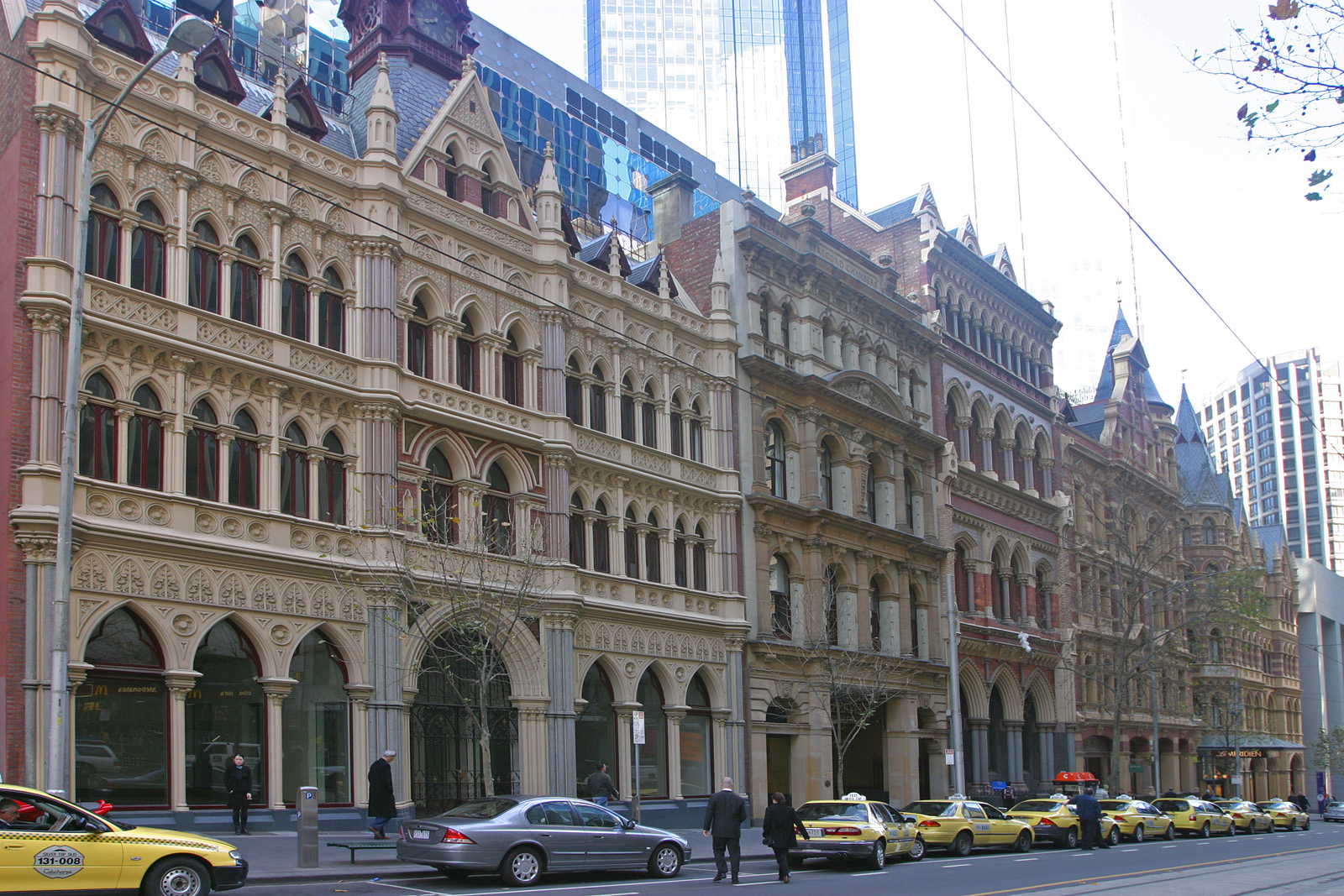
Architectuur in Collins Street.
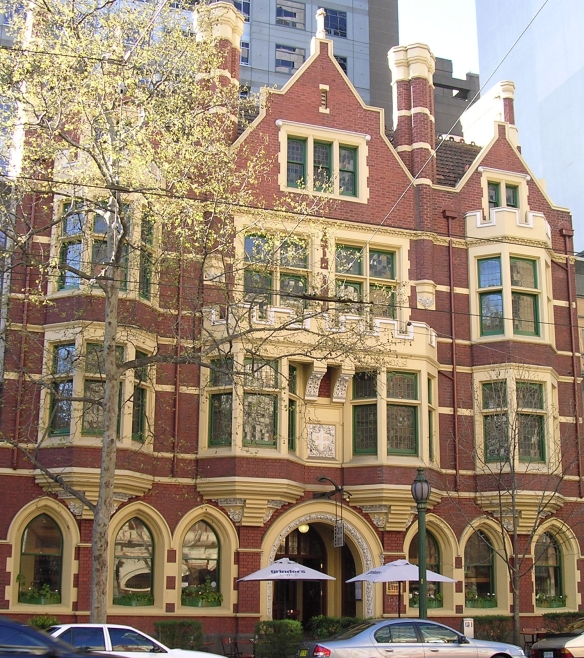
Architectuur in Collins Street.
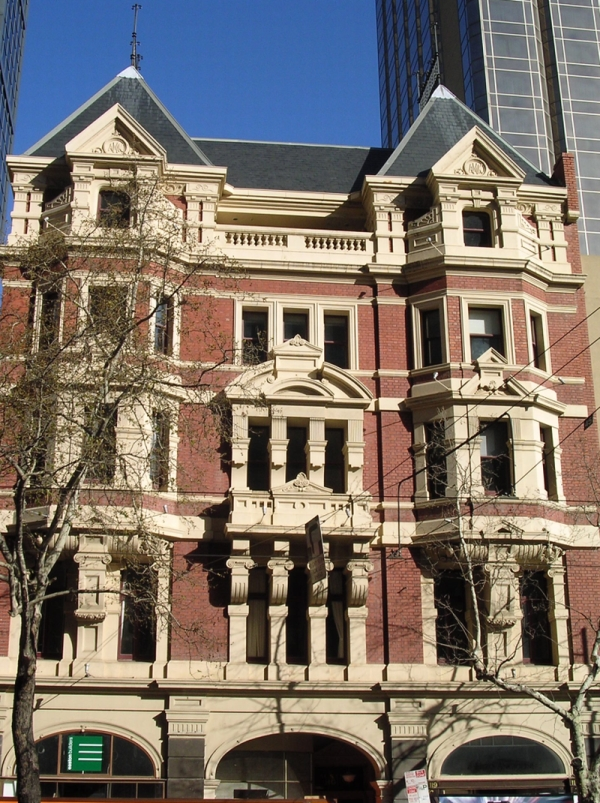
Architectuur in Collins Street.
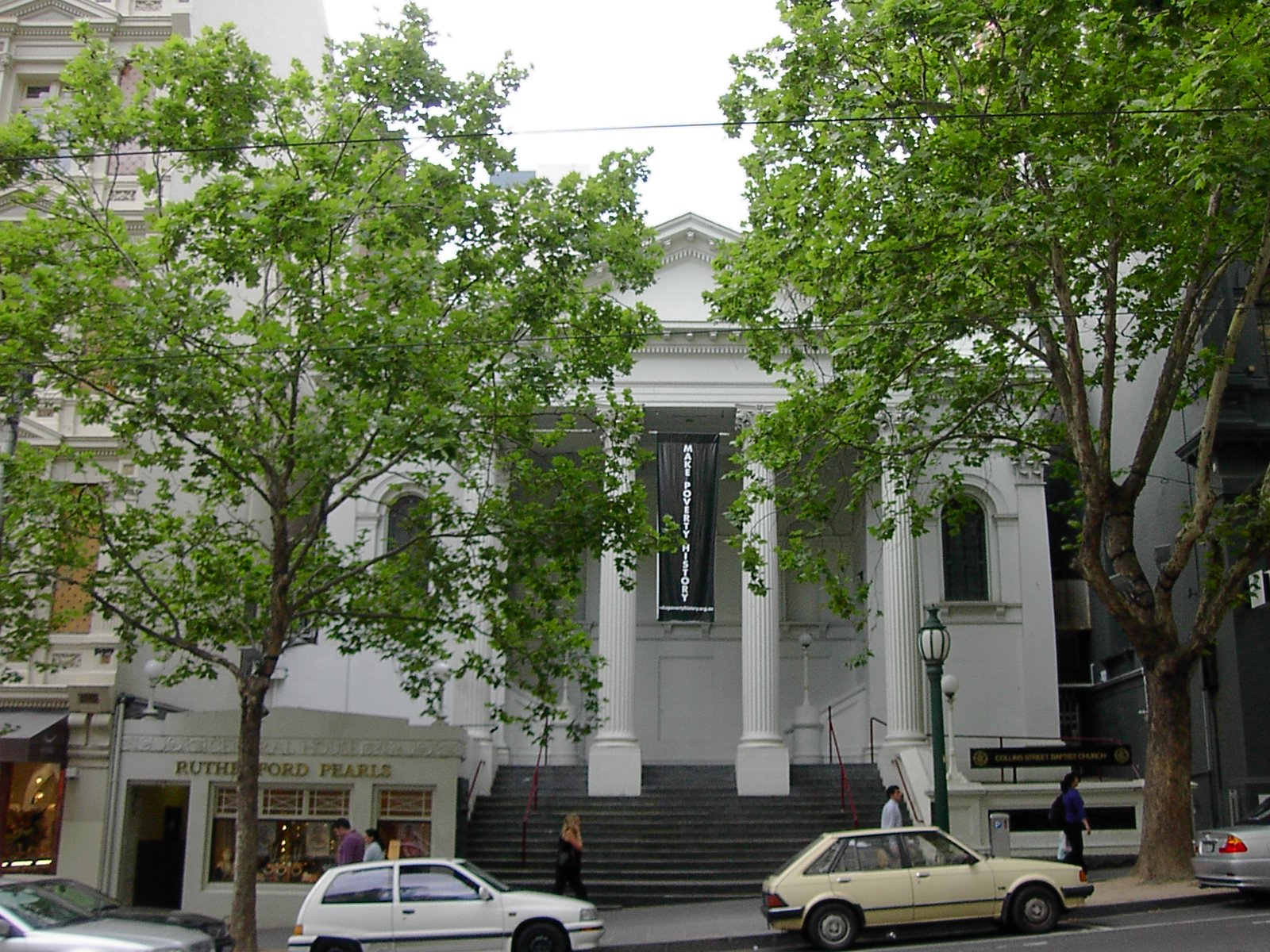
Collins Street Baptist Church.
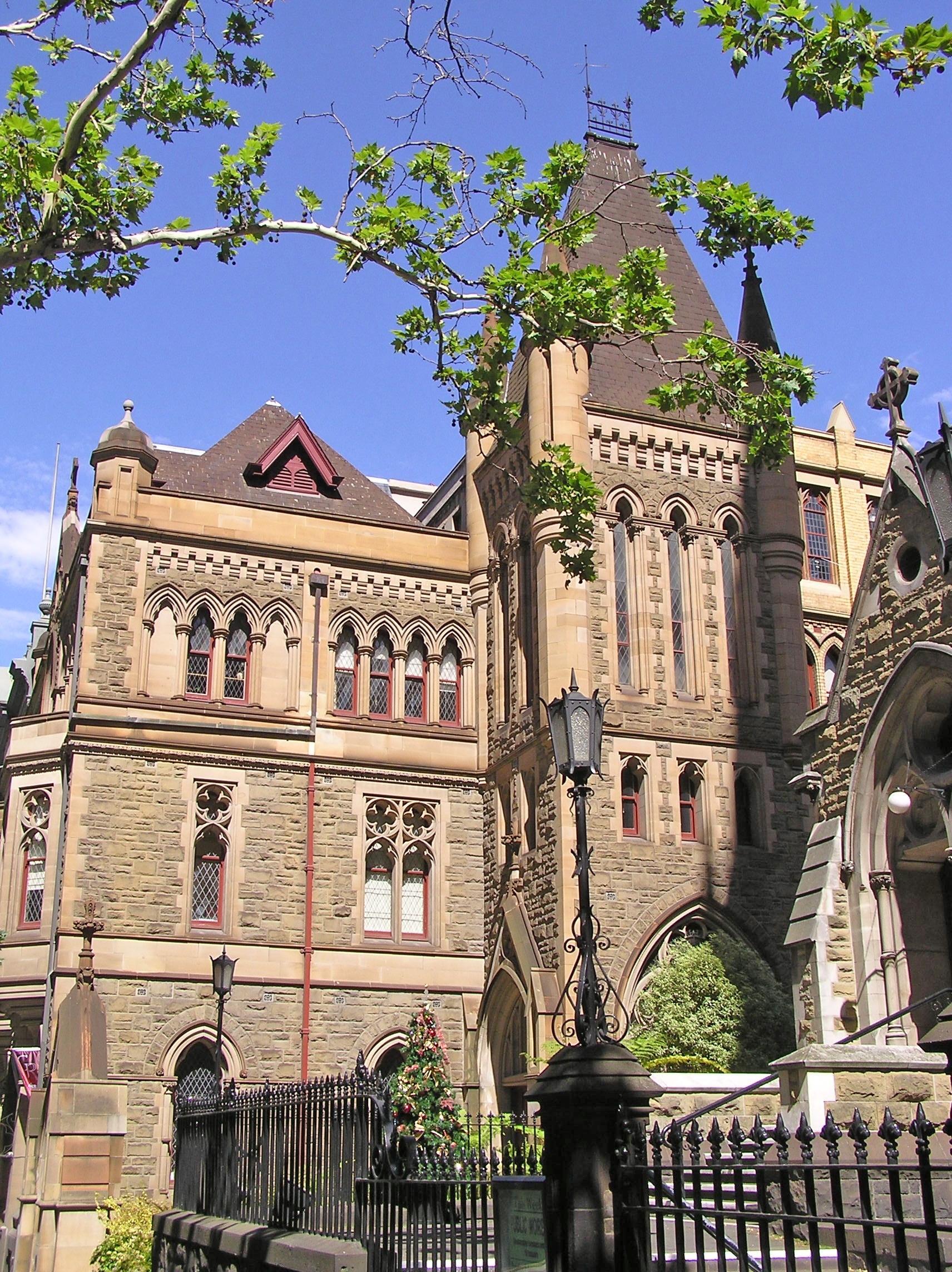
Scots' Church.
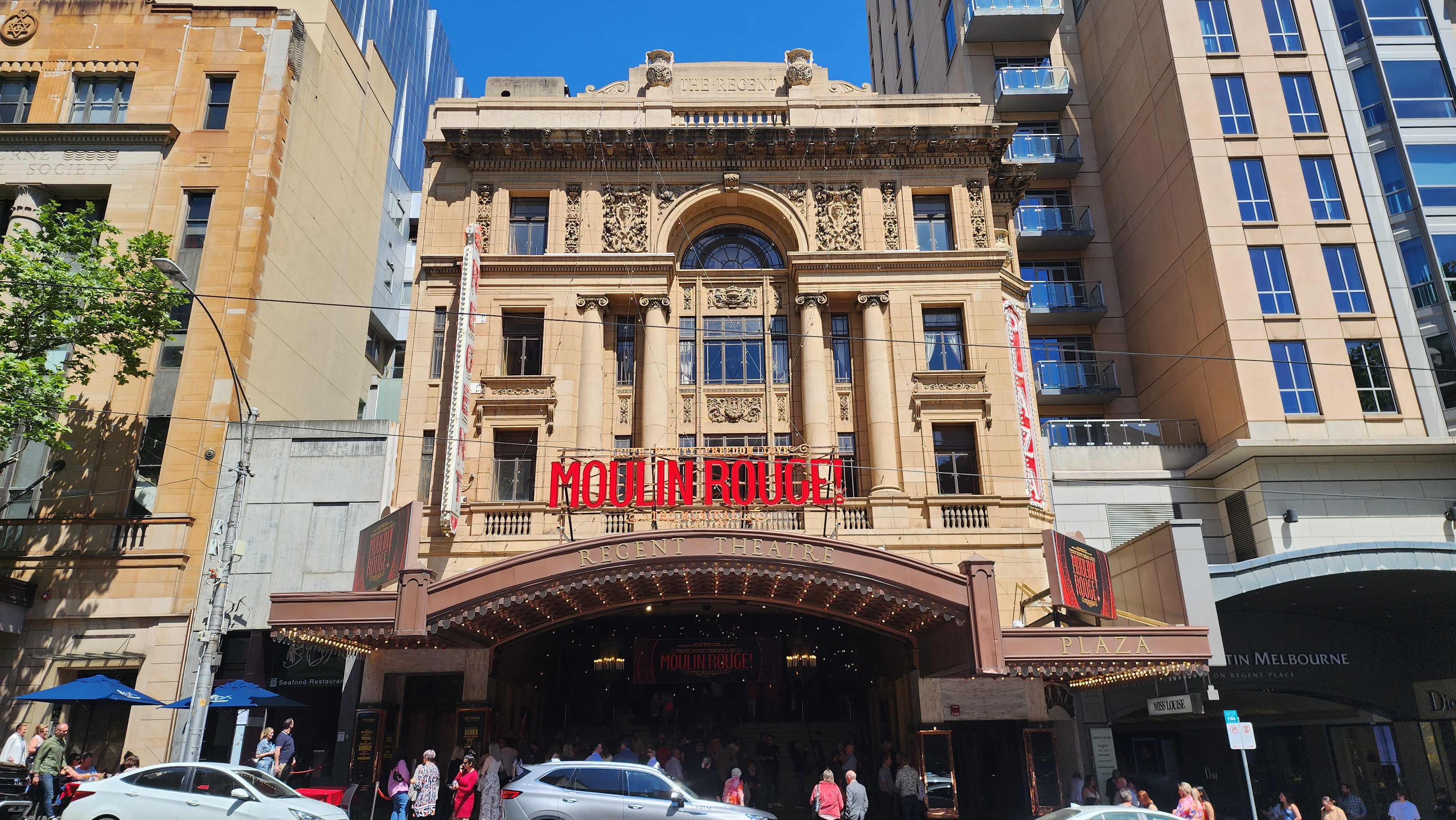
Regent Theatre.
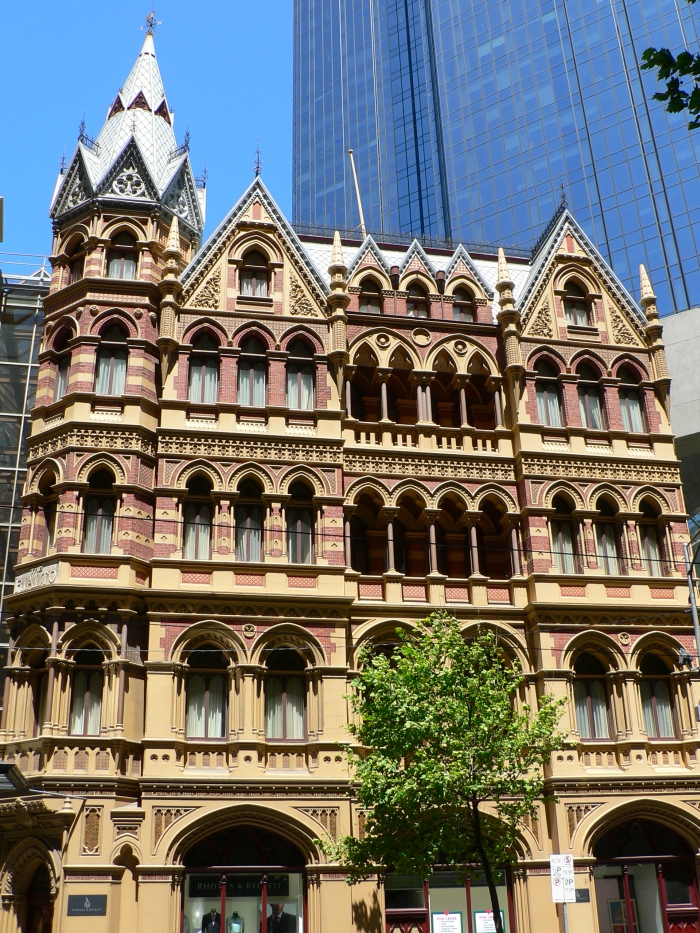
Architectuur in Collins Street.
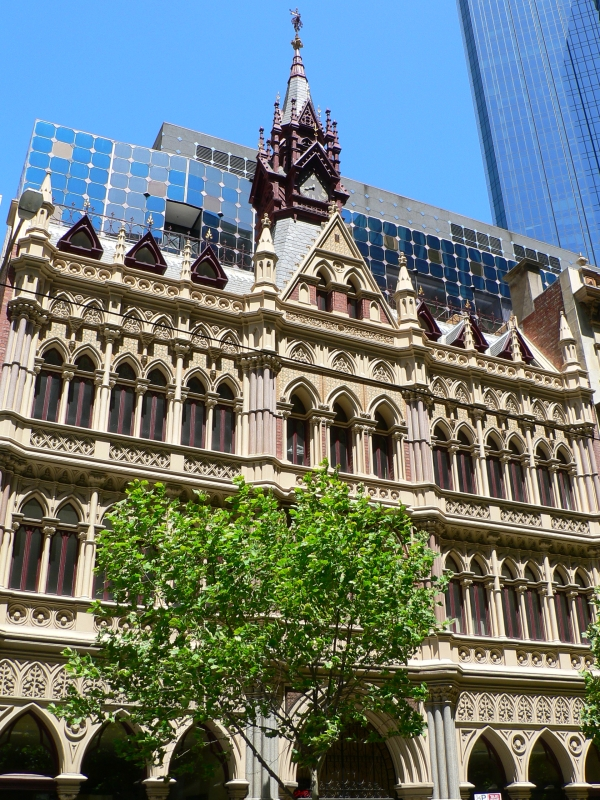
Architectuur in Collins Street.
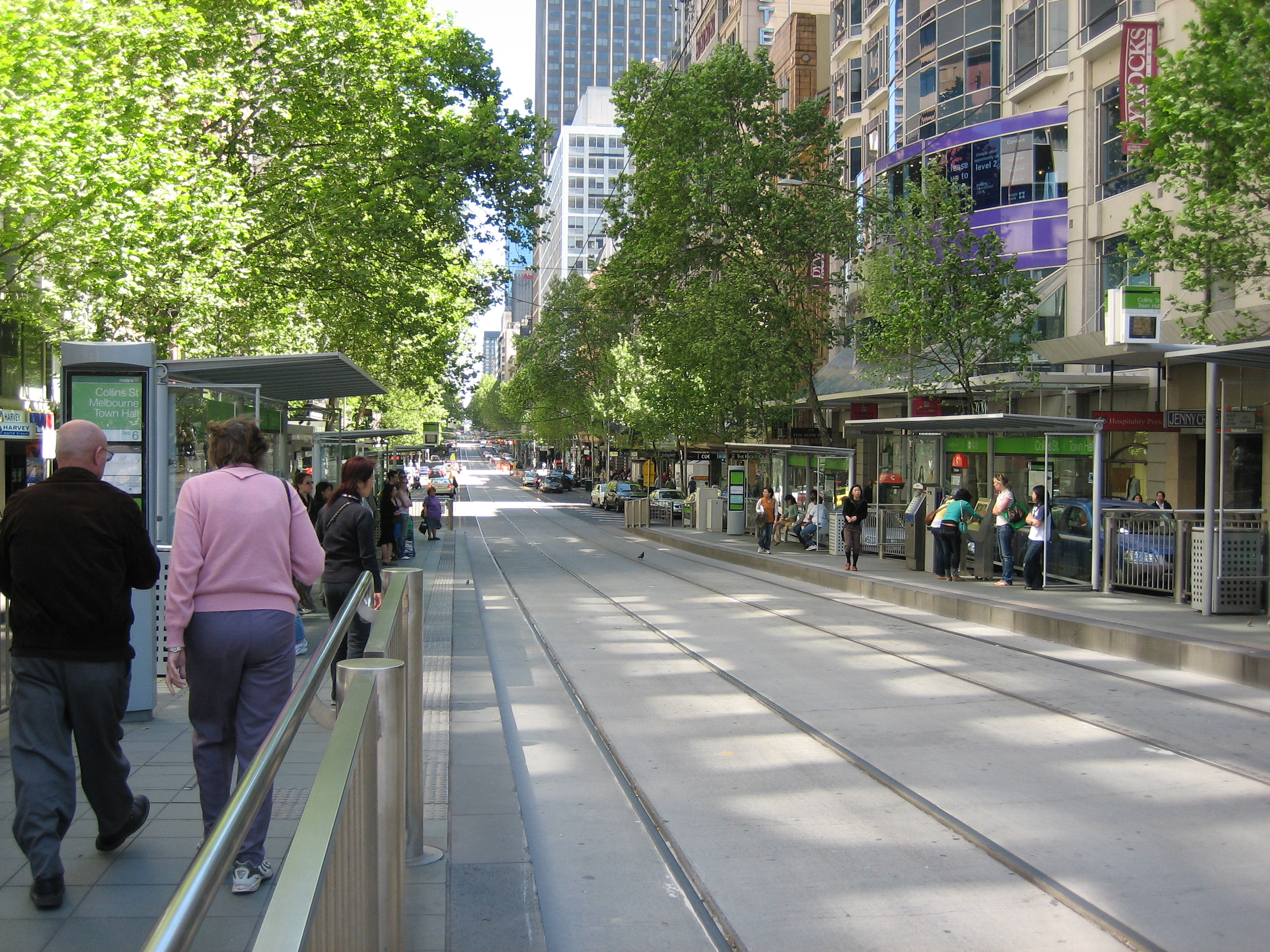
Collins Street.